# حديقة الملك عبد العزيز
حديقة الملك عبد العزيز هي حديقة من أكبر ثلاث حدائق في الرياض، أعلن عنها مجلس إدارة الهيئة الملكية لمدينة الرياض وبدأت الأعمال بها رسميًا في 18 محرم من العام 1446هـ والموافق 24 يوليو 2024م. ويُتوقع أن تُنجز خلال 34 شهرًا، وقد صدر توجيه خادم الحرمين الشريفين الملك سلمان بن عبد العزيز آل سعود بتسمية الحديقة «حديقة الملك عبد العزيز».

## الموقع
تقع الحديقة في شمال الرياض على شمال طريق الملك سلمان بن عبد العزيز آل سعود، وغرب طريق الأمير فيصل بن بندر بن عبد العزيز آل سعود، وشرق طريق الأمير بدر بن عبد المحسن آل سعود وجنوب طريق أنس بن مالك، تتميز بقربها من المناطق الحيوية مثل جامعة الأميرة نورة بنت عبد الرحمن ومطار الملك خالد الدولي وموقع إنشاء إكسبو 2030 وملعب الملك سلمان.

## وصف الحديقة
ستكون حديقة الملك عبد العزيز ثاني أكبر حديقة في الرياض بعد حديقة الملك سلمان بمساحة تتجاوز 4.3 مليون متر مربع وتتضمن الحديقة عدة مرافق ترفيهيه وثقافيه ومن مزايا الحديقة:
- مركز الحديقة بمساحة تزيد عن 200 الف متر مربع
- مسار بانورامي بطول 2 كيلو متر
- 30 منطقة رياضية
- مسارات للمشاة بطول 115 كيلو متر
- مسطحات مائية بطول 11 كيلو متر
- مراكز ثقافية ومناطق العاب
- نسبة الغطاء النباتي 65%
- اكثر من 2 مليون شجرة وشجيرة

## أنظر أيضا
- ملعب الملك سلمان
- حديقة الملك سلمان